# Lesbisk pornografi

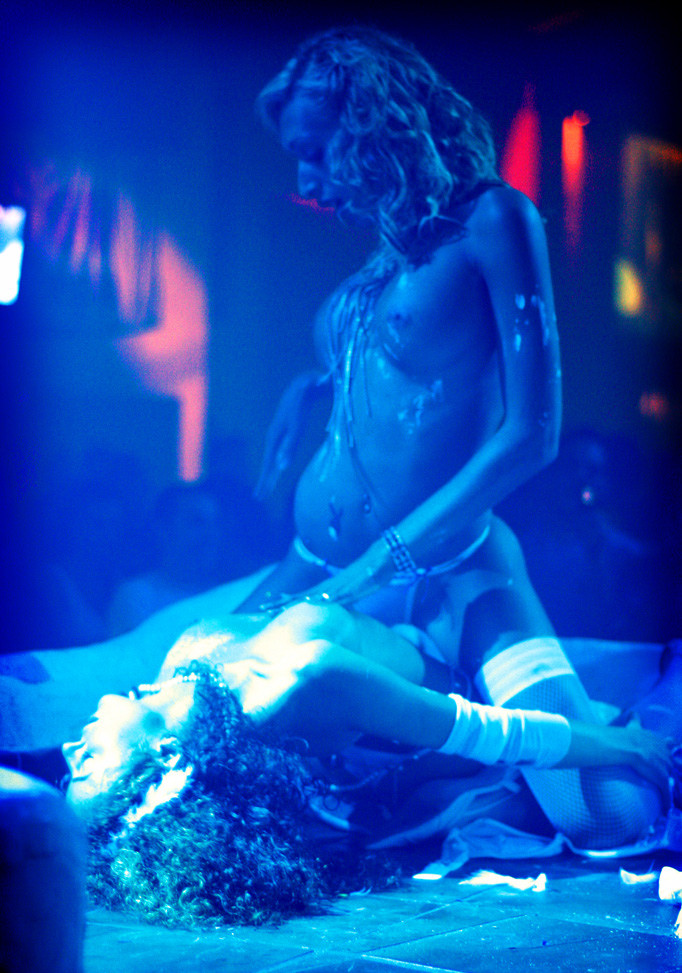
Lesbisk show i Granada i Spanien, 2007.

Lesbisk pornografi, lesbisk porr, är pornografi som visar kvinnor som har sex med varandra. Liknande scener kan även vara del av porr med gruppsex, där även en eller flera män ingår i delar av berättelsen.
Lesbisk porr konsumeras av både kvinnor och män. Ibland skiljs mellan lesbisk pornografi som är avsedd främst för en heterosexuell manlig publik och den som riktar sig till lesbiska kvinnor. Den förstnämnda har ofta större fokus på penetration (med hjälp av dildo, fingrar eller andra föremål eller kroppsdelar), medan den sistnämnda ofta har större fokus på intimitet.